# 自然用户界面
自然用户界面（英語：Natural user interface, NUI）是指一类无形的用户界面。“自然”一词是相对图形用户界面（GUI）而言的，GUI要求用户必须先学习软件开发者预先设置好的操作，而NUI则只需要人们以最自然的交流方式（如语言和文字）与机器互动。直观的说，使用NUI的计算机不需要键盘或鼠标。

## 例子
- 多点触控
- Microsoft Surface
- Xbox Kinect